# Општина Таутеу (Бихор)
Таутеу (рум. Tăuteu) општина је у Румунији у округу Бихор.
Oпштина се налази на надморској висини од 196 m.